# Makes Me Wonder
Makes Me Wonder è un singolo del gruppo musicale statunitense Maroon 5, pubblicato il 1º aprile 2007 come primo estratto dal secondo album in studio It Won't Be Soon Before Long.
La premier mondiale è avvenuta in una stazione radio di Las Vegas (KMXB). La canzone è stata lanciata in diversi stati ed ha riscosso un buon successo, diventando il primo numero uno nella BillboardHot 100 chart. La canzone ha infranto il precedente record di vendite di Kelly Clarkson con "A Moment like This" con il più grande salto alla numero 1 nella storia della Billboard Hot 100 chart, salendo dal numero 64 alla 1. I Maroon 5 hanno suonato la canzone nel maggio 2007 al The Tonight Show with Jay Leno. Ai Grammy Awards 2008, ha vinto nella categoria miglior performance pop vocale di un duo o gruppo. È diventato un tormentone estivo dell'estate 2007.

## Descrizione
Le parole di "Makes Me Wonder" hanno due diversi significati. Il primo riguarda la frustrazione di Adam Levine nei confronti dello Stato per la politica e per il ruolo degli Stati Uniti nella guerra in Iraq. Secondo lui, la canzone mostra la loro confusione riguardo alla politica negli Stati Uniti. La canzone era chiamata anche a duro colpo alle canzoni pop rock.
Il secondo significato riguarda semplicemente l'amore. Le parole nel ritornello riflettono una delle relazioni di Levine che è andata molto male. Adam Levine riguardo alla relazione con la sua ex-ragazza afferma, "C'era qualcosa da fare con la nostra insoddisfazione crescente per le cose e la confusione che c'era nell'aria."
La canzone è stata promossa nella lista A della BBC Radio 1 il 7 maggio 2007.

## Video musicale
Il video è andato in onda in anteprima negli Stati Uniti a MTV Total Request Live il 29 marzo. Dalle interviste rilasciate dai membri del gruppo era stato confermato che il video è ambientato in un aeroporto futuristico con il contenuto attuale della canzone riguardo all'angoscia e alla politica. Il video è stato girato nell'aeroporto internazionale di Los Angeles e al Dipartimento dei Trasporti di Los Angeles, ed è stato diretto da John Hillcoat. Adam Levine ha detto che il regista aveva l'idea di trasformare l'aeroporto in un mondo bizzarro, surreale, sessualmente carico e alla moda.
Nel video, l'entrata in cui si trovano è "M5", che sta per Maroon 5.

## Versioni
La canzone ha due versioni pulite censurate, la versione "super pulita" e quella "pulita". Le tracce sono identiche tranne la versione "super pulita" ("super clean") ha rimosso la parola "God" (Dio). La versione "Super Clean" è stata suonata ai Kids Choice Awards 2007.

## Remix
La versione remix della canzone è stata fatta dal rapper di New York, Mims ed è stata prodotta dal popolare produttore Stargate. La versione remix è stata abbastanza popolare nel circuito mixtape.

## Tracce
CD Promo
1. Makes Me Wonder (Clean version) – 3:32
2. Makes Me Wonder (Super clean version) – 3:31
3. Makes Me Wonder (Album version) – 3:31

US 2-track CD

(Released 27 marzo 2007)
1. Makes Me Wonder (Clean version) – 3:31
2. Makes Me Wonder (Album version) – 3:31

Australian and German CD single

(Released Australia 7 maggio 2007; Germany 11 maggio 2007)
1. Makes Me Wonder – 3:31
2. The Way I Was (Non-Album Track) – 4:19
3. Story (Non-Album Track) – 4:30
4. Makes Me Wonder (Video) – 3:31

UK 2-track CD single

(Released 14 maggio 2007)
1. Makes Me Wonder (Album Version) – 3:31
2. The Way I Was (Non-Album Track) – 4:19

## Formazione

### Maroon 5
- Adam Levine - voce, chitarra
- James Valentine - chitarra, voce secondaria
- Jesse Carmichael - tastiera, voce secondaria
- Michael Madden - basso
- Matt Flynn - batteria

#### Altri musicisti
- Lenny Castro - percussioni

## Classifiche
| Classifica (2007)           | Posizione |
| --------------------------- | --------- |
| Australia Singles Chart     | 6         |
| Austria Singles Chart       | 12        |
| Brazil Singles Chart        | 4         |
| Canadian Hot 100            | 1         |
| Chile Top 100 Singles Chart | 3         |
| Colombia Singles Chart      | 1         |
| Croatia Singles Chart       | 1         |
| Czech IFPI Chart            | 10        |
| France Singles Chart        | 40        |
| Germany Singles Chart       | 11        |
| Ibero América Singles Chart | 7         |
| Ireland Singles Chart       | 10        |
| Israel Singles Chart        | 1         |
| Italy Singles Chart         | 3         |
| Italy Airplay Chart         | 1         |
| Latin America Singles Chart | 3         |

| Classifica (2007)                             | Posizione |
| --------------------------------------------- | --------- |
| Mexico Singles Chart                          | 11        |
| Dutch Top 40                                  | 7         |
| New Zealand Singles Chart                     | 8         |
| Norway Singles Chart                          | 7         |
| Poland Singles Chart                          | 4         |
| Slovakia IFPI Chart                           | 8         |
| South Korea Singles Chart                     | 1         |
| Spain Singles Chart                           | 11        |
| Sweden Singles Chart                          | 26        |
| Switzerland Singles Chart                     | 14        |
| Turkey Singles Chart                          | 5         |
| UK Singles Chart                              | 2         |
| U.S. Billboard Hot 100                        | 1         |
| U.S. Billboard Pop 100                        | 1         |
| U.S. Billboard Hot Dance Club Play            | 1         |
| U.S. Billboard [Hot Adult Contemporary Tracks | 9         |
| Venezuela Singles Chart                       | 6         |

### Andamento nella classifica italiana
| Posizione | 7 | 3 | 4 | 5 | 8 | 10 |